# Solanum humblotii
Solanum humblotii ist eine Pflanzenart aus der Gattung der Nachtschatten (Solanum) in der Familie der Nachtschattengewächse (Solanaceae). Sie wurde nur ein einziges Mal bei einer Sammlung in Madagaskar gefunden.

## Beschreibung

### Vegetative Merkmale
Solanum humblotii ist ein Strauch oder eine Liane. Die Pflanze ist spärlich verzweigt, nicht mit Stacheln besetzt, ihre jungen Zweige sind biegsam, gerippt und mit nur 0,1 mm langen, baumförmig mit ein bis vier Abzweigungen verzweigten Trichomen behaart. Die Hauptäste besitzen einen Durchmesser von 3 bis 4 mm, sind unbehaart, ihre Rinde ist längs gerippt, oftmals flockig und nahezu weiß. Die Laubblätter stehen gleichmäßig entlang der jungen Triebe, sie hinterlassen kleine Stümpfe, die 1 bis 3 cm auseinander stehen. Die sympodialen Einheiten umfassen mehrere Laubblätter.
Die Laubblätter sind einfach, elliptisch, 5,5 bis 7,5 cm lang und 2,5 bis 3 cm breit und dick häutig. Beim Trocknen verfärben sie sich rötlich braun auf der Oberseite und gelblich grün auf der Unterseite. Beide Seiten sind unbehaart, nur entlang der Mittelrippe können auf beiden Seiten feine Trichome stehen, die denen des Stamms ähneln. Auf der Blattunterseite kann die Mittelrippe hervorstehen. Von ihr gehen drei bis sechs Paar primärer Seitenadern aus, die in einem Winkel von etwa 60° zur Mittelrippe stehen und nur sehr schwach ausgebildet sind. Eine weitere Unterteilung der Aderung ist nicht zu erkennen. Die Basis ist keilförmig oder kurz zugespitzt, sie kann gerade oder schräg sein. Der Blattrand ist ganzrandig und kann gelegentlich mit baumförmig verzweigten Trichomen besetzt sein. Nach vorn sind die Blätter kurz spitz zulaufend. Der Blattstiel ist schlank, rinnenförmig, 0,6 bis 1 cm lang und ähnlich den jungen Zweigen behaart.

### Blütenstände und Blüten
Die Blütenstände stehen endständig an der Spitze von langen, schlanken Hauptzweigen. Sie sind 3 bis 4 cm lang, nicht verzweigt und bestehen aus ein bis zwei (selten drei) Blüten. Ein Blütenstandsstiel fehlt oder ist nur bis zu 8 mm lang. Er und die Rhachis sind ähnlich den jungen Stämmen behaart. Die Blütenstiele sind zur Spitze hin verbreitert, 1,8 bis 2,5 cm lang und 0 bis 2 mm oberhalb der Basis gelenkig unterteilt. Sie sind mit Trichomen besetzt, die denen der restlichen Pflanze ähneln, jedoch länger sind. Die Knospen sind elliptisch.
Die Blüten erscheinen wahrscheinlich immer vollständig zweigeschlechtlich. Der Kelch ist becherförmig und 1/2 bis 2/3 so lang wie die Krone zur Blütezeit. Er ist tief geteilt, so dass die Kelchröhre nur etwa 3 mm lang ist. Die Kelchzipfel sind schmal dreieckig, vorn spitz oder lang spitz zulaufend, sie werden 3 bis 4,5 mm lang und messen 1,5 bis 2 mm an der Basis. Sie sind auf etwa 2 mm aufgerissen, wobei der Riss bei jedem Zipfel unterschiedlich stark sein kann. Eine Aderung ist nicht zu erkennen, die Behaarung besteht aus baumförmig mit zwei bis drei Abzweigungen verzweigten Trichomen, die 0,1 bis 0,2 mm lang werden. Die Farbe der Krone ist unbekannt, in Herbarexemplaren ist sie zu orange-braun getrocknet. Sie misst etwa 2 mm im Durchmesser und ist bis fast zur Basis gelappt. Die Kronlappen sind eiförmig bis linealisch, 1 bis 1,4 cm lang und etwa 0,3 cm breit. Sie besitzen eine braune Mittelrippe und sind an beiden Seiten behaart, wobei die Größe und Dichte der Trichome zu den Rändern hin abnimmt.
Die Staubbeutel stehen frei, aber dicht beieinander. Sie sind dorsal fixiert, langgestreckt und etwa 3,5 mm lang und 1,5 mm breit. Sie öffnen sich über deutlich ausgeprägte Poren an den Spitzen, die sich auch im Alter nicht zu Schlitzen verlängern. Die Staubfäden sind teilweise zu einer Röhre von 0,5 bis 1 mm Länge verwachsen, sie stehen auf etwa 1 mm Länge frei voneinander. Der Fruchtknoten ist konisch geformt und unbehaart. Er trägt einen etwa 9 mm langen, aufrechten und unbehaarten Griffel, der 3 bis 3,5 mm über die Staubbeutel hinausragt. Die Narbe ist gespalten und glatt.
Früchte und Samen sind nicht bekannt.

## Verbreitung
Die Art ist nur aus einer einzigen Sammlung von Madagaskar bekannt, die genaue Position der Sammlung in Madagaskar ist ungewiss. Der Holotypus wurde im Herbarium des Botanischen Garten Berlin-Dahlem aufbewahrt, wurde jedoch zerstört. Mehrere Isotypen existieren in den Herbarien des Royal Botanic Garden in Kew, des Muséum national d’histoire naturelle in Paris und des Naturhistorischen Museums in Wien.

## Systematik
Aufgrund fehlenden Pflanzenmaterials konnte die systematische Einordnung der Art bisher nicht molekularbiologisch untersucht werden. Es ist wahrscheinlich, dass sie mit anderen madagassischen, nicht-stacheltragenden Nachtschatten-Arten in die Afrikanische, nicht-stachelige Klade um Solanum aggregatum einzuordnen ist.

## Nachweise
- M. Vorontsova: Solanum humblotii. In: Solanaceae Source (online), Februar 2008, abgerufen am 26. Februar 2011.